# 古利 (阿肯色州)
格利（英語：Gulley）是位於美國阿肯色州華盛頓縣的一個非建制地區。該地的面積和人口皆未知。

## 地理
格利的座標為36°08′16″N 94°09′34″W / 36.13778°N 94.15944°W，而該地的平均海拔高度為367米（即1204英尺）。